# Esterazy cholinowe

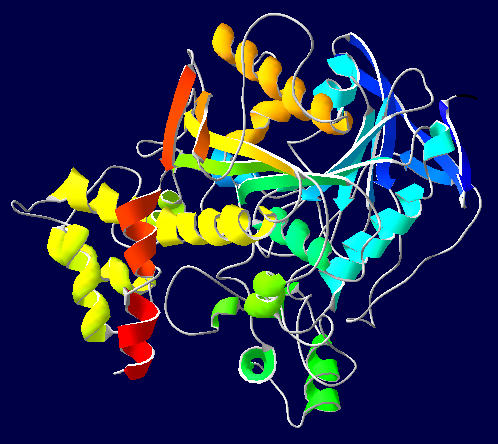
Struktura acetylcholinoesterazy

Esterazy cholinowe (ChE, cholinoesterazy) – enzymy z grupy hydrolaz (EC 3.1.1.7, EC 3.1.1.8). W organizmach żywych katalizują hydrolizę estrów choliny. Wytwarzane w wątrobie i wydzielane do krwi.
Wśród ECh wyróżnia się acetylocholinoesterazę (AChE) o działaniu bardziej specyficznym oraz pseudocholinoesterazę (ChE), która może hydrolizować wiele estrów znacznie różniących się od estrów choliny.
ChE występują w płynach tkankowych wielu organizmów zwierzęcych. Do celów analitycznych wyodrębnia się je głównie z osocza krwi, z mózgu i wątroby.
Aktywność katalityczną ChE ustala się w jednostkach umownych. W Polsce stosuje się tzw. jednostkę absolutną (j.a.). Jednostka międzynarodowa (j.m.) zdefiniowana jest następująco:
Jednostkę aktywności posiada taka ilość preparatu enzymatycznego, która katalizuje przemianę jednego mikromola substratu (jodku acetylocholiny) w ciągu jednej minuty w temperaturze 303 K (30 °C) przy pH 8,0 i początkowym stężeniu substratu równym 0,1092 g/cm³.
Zmniejszenie stężenia cholinoesterazy w osoczu krwi może być sygnałem uszkodzenia miąższu wątroby. Prawidłowe stężenie cholinoesterazy w osoczu krwi wynosi 1900-3800 U/l.

Przeczytaj ostrzeżenie dotyczące informacji medycznych i pokrewnych zamieszczonych w Wikipedii.